# Spohrhaus (Braunschweig)

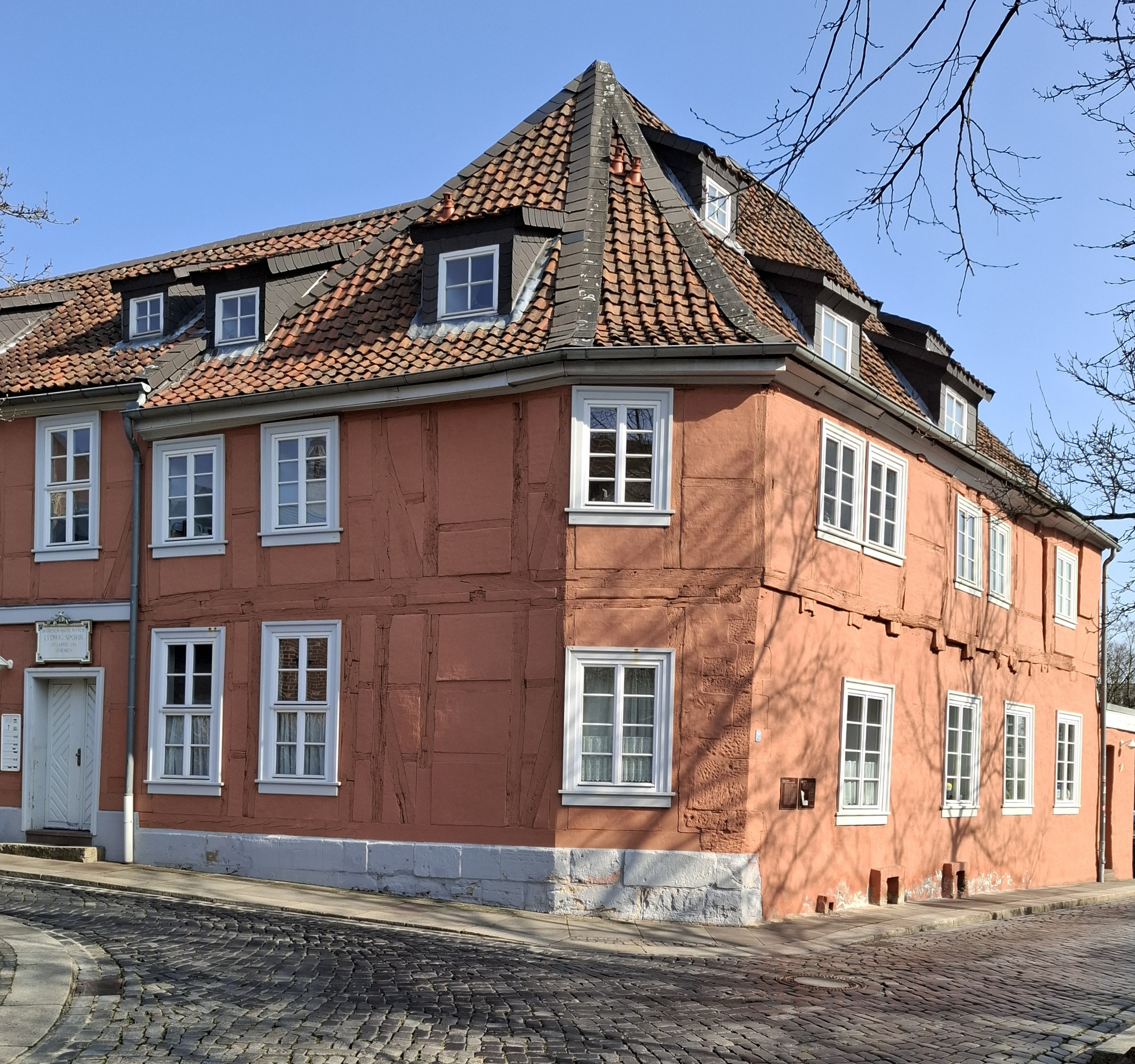
Das Spohrhaus von Südwesten gesehen. Links die Straße Spohrplatz mit dem Eingang zum Spohrhaus, rechts die Mönchstraße, die zur Stobenstraße führt.

Das Spohrhaus genannte, unter Denkmalschutz stehende Fachwerkhaus, liegt an der Ecke Spohrplatz 7 (früher Nr. 12) / Mönchstraße in Braunschweig. Am 5. April 1784 wurde in diesem Haus der Komponist und Musiker Louis Spohr geboren. Durch dendrochronologische Untersuchungen konnten die ältesten Teile des Gebäudes auf das Jahr 1356/57 datiert werden, was es zum ältesten in Fachwerkbauweise erhaltenen Gebäude der Stadt Braunschweig macht.

## Beschreibung und Geschichte

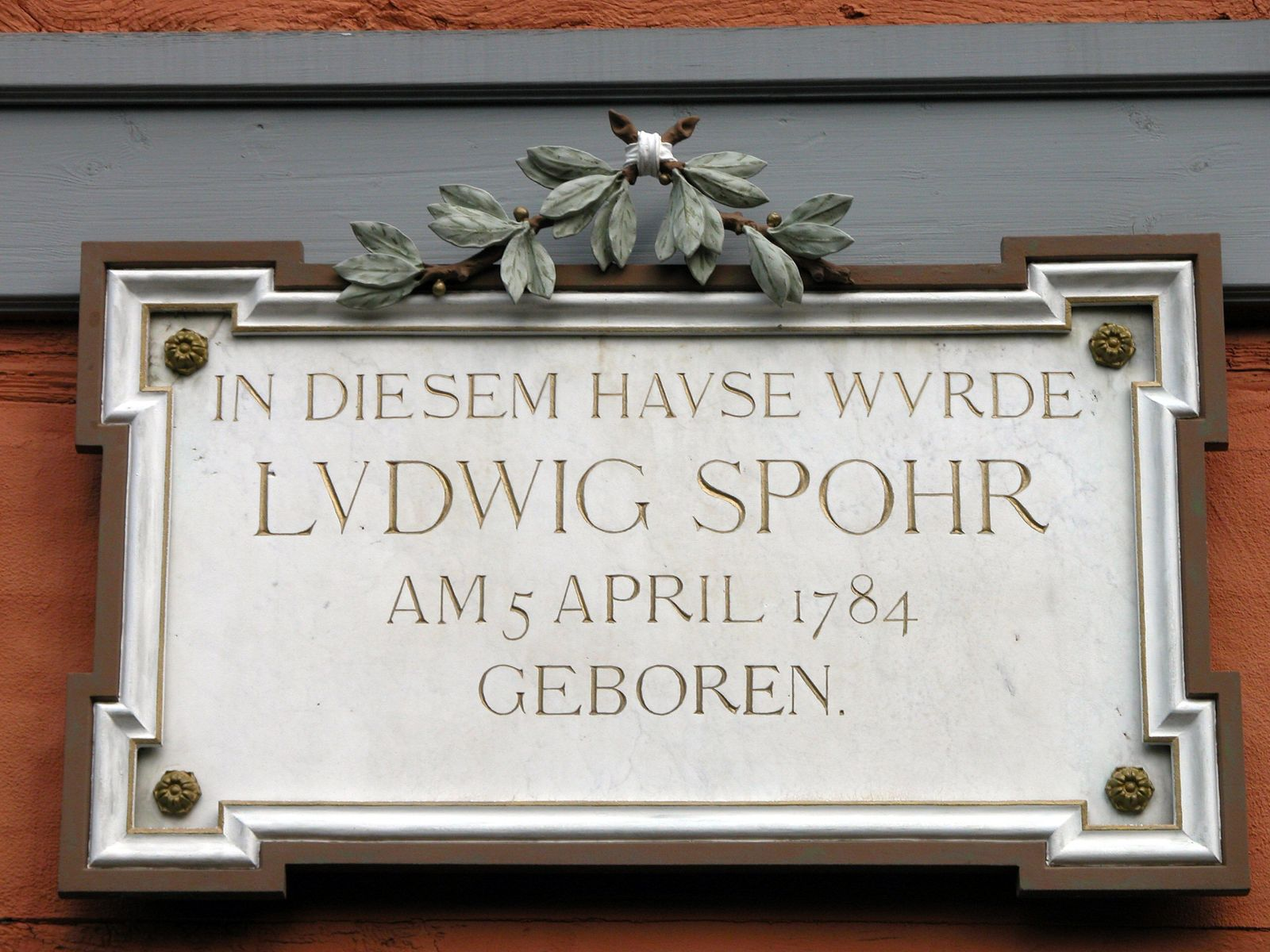
Gedenktafel über der Eingangstür Spohrplatz 7

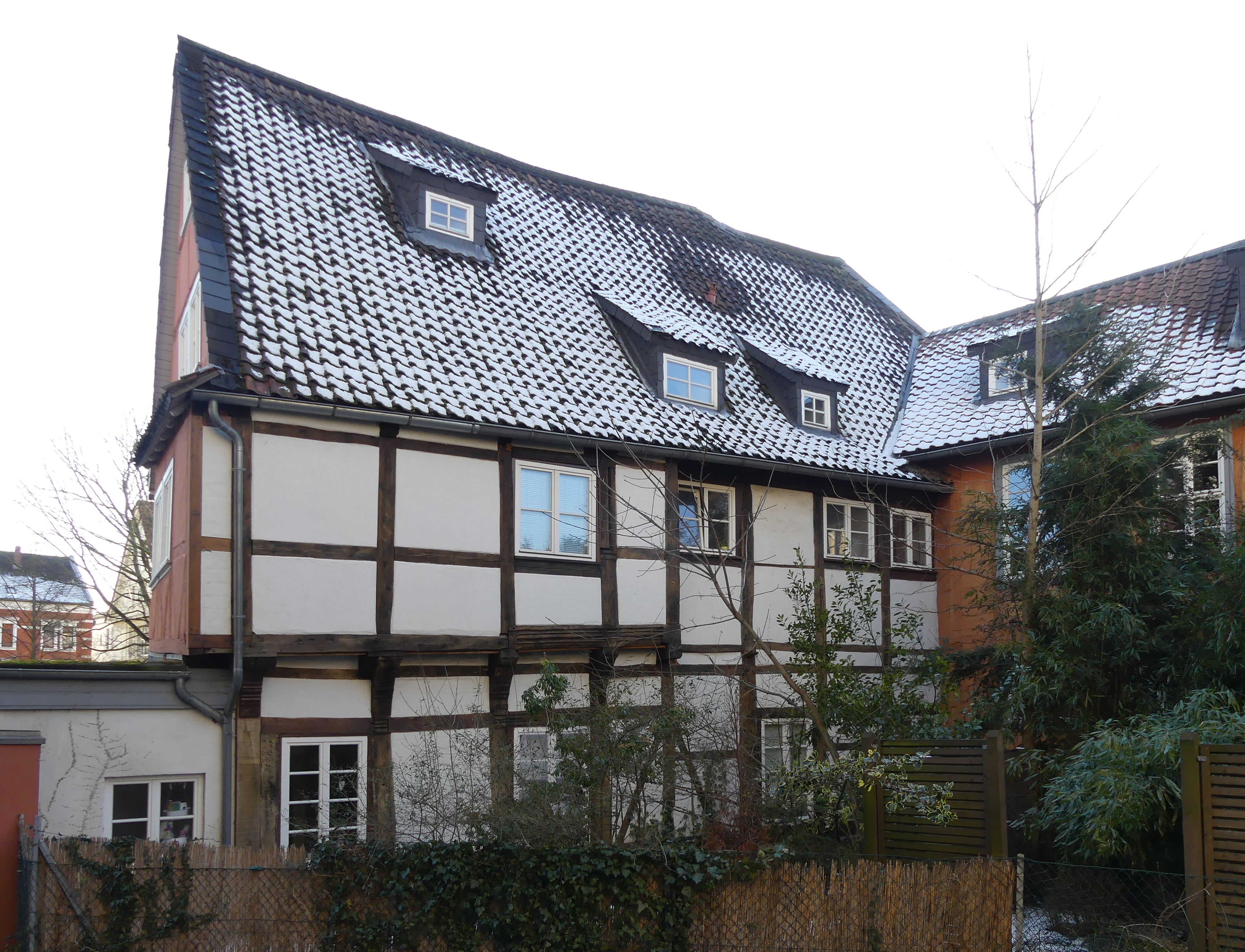
Nördliche Rückseite: Ältester Gebäudeteil rechts mit vorkragendem Anbau von 1518 links.

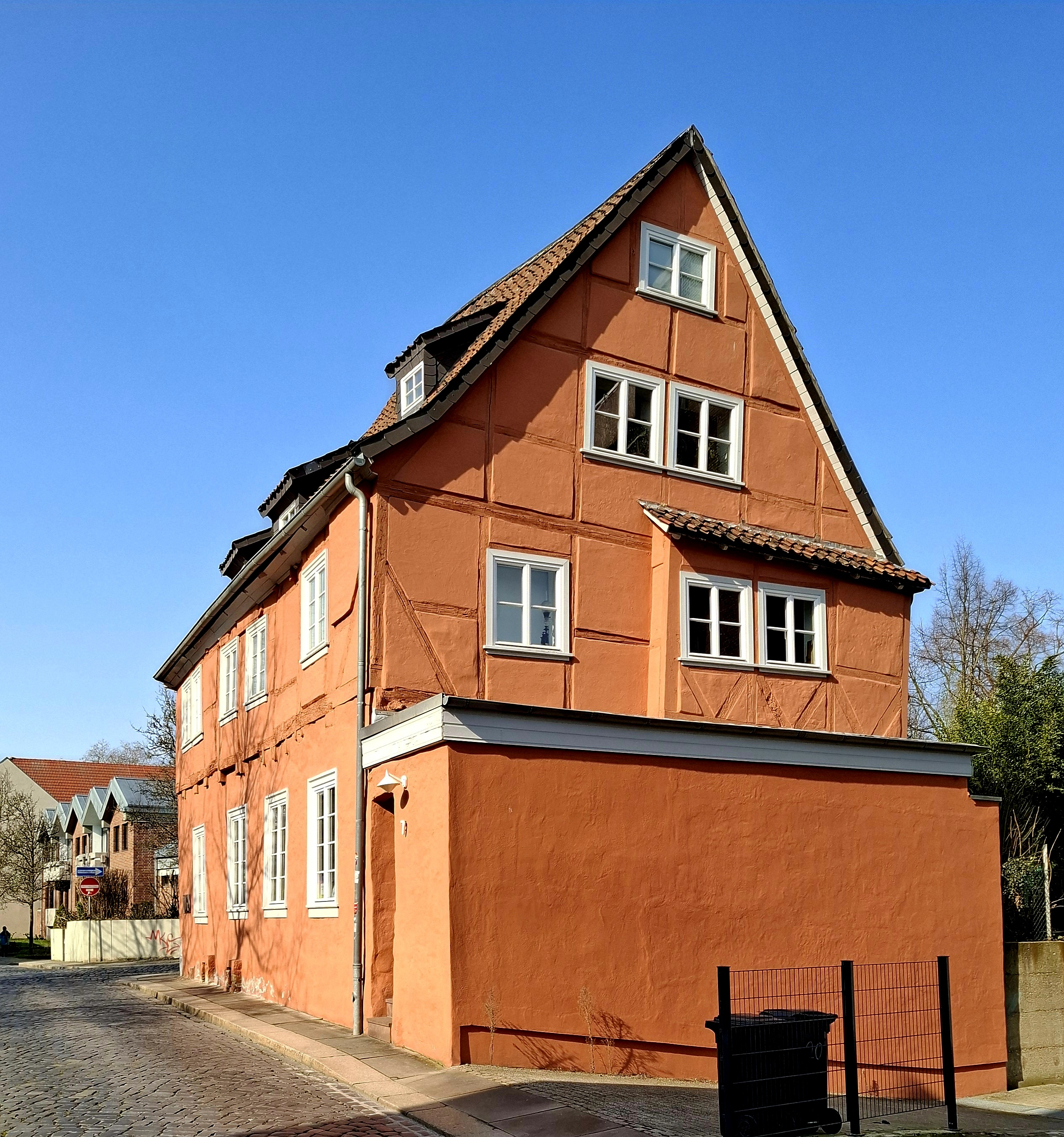
Giebel der Ostseite

Das zweigeschossige, traufständige, L-förmig gebaute Fachwerkhaus liegt auf der heute höchsten natürlichen Erhebung der südlichen Braunschweiger Innenstadt, auf dem Hügel der ehemaligen Aegidien- oder Klosterfreiheit, auf dem sich neben der Aegidienkirche, auch die Reste des Aegidienklosters befinden.
Im Laufe der Jahrhunderte wurde das Haus mehrfach umgebaut und erweitert, sodass sich kein einheitliches Baujahr für das Gesamtbauwerk ermitteln lässt, sondern sich für verschiedene Gebäudeteile unterschiedliche Baujahre ergeben. Der heutige L-förmige Grundriss ist das Ergebnis von Umgestaltungsarbeiten von 1749, als Bausubstanz aus der Zeit um 1520 verändert wurde und u. a. die ursprünglich getrennten Gebäude Spohrplatz 12 (heute 7) und Mönchstraße 3 zu einem Haus verbunden wurden. Dabei wurde der zweigeschossige nördliche Gebäudeteil, samt mittig positioniertem Zwerchhaus vollständig neu im Stil des 18. Jahrhunderts errichtet, wobei die Fachwerkfassade zur Straße zeittypisch glatt verputzt wurde. Außerdem wurden die Fenster vergrößert und mit profilierten Blendrahmen ausgestattet, wodurch das Gesamterscheinungsbild der Westfassade vereinheitlicht wurde. Im Zuge dieser Arbeiten, wurde die Hausecke am Schnittpunkt von Spohrplatz und Mönchstraße abgeschrägt.
Ein Teil der Bausubstanz aus der Zeit vor 1520, deren Reste in Form von Ständerbauweise, Auskragung und Schnitzwerk sind noch heute auf der nördlichen Rückseite sichtbar. Wo Deckenbalken über dem Erdgeschoss durch die Ständer gezapft sind, wobei außen die Zapfenschlösser sichtbar sind.
Die Südseite zur Mönchstraße hin stammt aus dem 14. Jahrhundert. Eine 2001 vorgenommene dendrochronologische Untersuchung des für diesen Gebäudeteil verwendeten Bauholzes ergab ein Zeitfenster von 1356/57. Im Erdgeschoss befindet sich zudem eine Wand aus massivem Bruchsteinmauerwerk. Dies könnte darauf hindeuten, dass dieses Mauerstück ursprünglich Teil der alten Klosterummauerung war und bei einer Gebäudeerweiterung im 18. Jahrhundert in das neue Bauwerk integriert wurde.
1518 wurde das Gebäude nach Osten hin verlängert, was auf der Nordseite heute noch durch die Auskragung des Obergeschosses erkennbar ist. Auch deuten die schlichten Verzierungen, wie zum Beispiel ein Trapezfries darauf hin. Auf der zur Mönchstraße hin ausgerichteten Südseite lassen sich zudem Spuren eines dort befindlichen Erkers erkennen, der jedoch während des Barock wieder beseitigt wurde.
Anlässlich der jüngsten Sanierungsarbeiten wurde die Gesamtfassade ziegelrot gestrichen, was den restauratorischen Befunden aus dem 18. Jahrhundert entspricht. Der heute sichtbare Ostgiebel des Hauses, in Richtung Auguststraße, schloss ursprünglich direkt an weitere Fachwerkbauten an, die aber durch Bombeneinwirkung während des Krieges zerstört wurden.
Als Louis Spohr geboren wurde, trug das Haus noch die Nr. 12. Es war ursprünglich das Pfarrhaus von St. Aegidien. In ihm wohnten, neben Spohrs Eltern Karl Heinrich Spohr (1756–1843) und dessen Ehefrau Ernestine, geb. Henke (1763–1840) auch Spohrs Großvater mütterlicherseits, der Garnisonsprediger Ernst Heinrich Ludwig Henke (1736–1785).

## Spohr-Museum und -Gedenkstätte
Das Fachwerkhaus wurde 1971 als Gedenkstätte für Leben und Werk des dort geborenen Louis Spohr genutzt. Heute wird das Haus privat genutzt und ist für die Öffentlichkeit nicht zugänglich.

## Städtebauliches Umfeld
Durch die großflächigen Zerstörungen der über Jahrhunderte gewachsenen Stadtlandschaft durch alliierte Luftangriffe während des Zweiten Weltkrieges, wurde das städtebauliche Umfeld des Spohrhauses dauerhaft gravierend verändert. Die einst dichte Fachwerkbebauung ist heute nicht mehr vorhanden.
Die im Bereich des Spohrplatzes, der im nördlichen Bereich, neben der Aegidienkirche tatsächlich ein Platz ist, im südlichen aber eine Straße, größtenteils von Kriegseinwirkung beschädigte Fachwerkbebauung wurde Anfang der 1960er Jahre großflächig abgerissen, um Neubauten Platz machen. Lediglich eine kleine Häuserzeile, an deren Südende sich das Spohrhaus befindet, entging dem Abriss. Der Architekturhistoriker Elmar Arnhold vermutet, dass der Grund dafür der Umstand gewesen sein könnte, dass es sich um das Geburtshaus des überregional bekannten Musikers Spohr handelte.
Der Bereich südöstlich des Kirche, auf dem sich u. a. der Aegidienfriedhof befand, wurde erst 1896 zu Ehren des bedeutenden Musikers der Stadt in „Spohrplatz“ umbenannt.